# Diogo Piçarra
Diogo Miguel Ramires Piçarra (ur. 19 października 1990 w Faro) – portugalski piosenkarz, gitarzysta i pianista.

## Życiorys

### Edukacja
Studiował na Uniwersytecie w Algarve. Przez jeden semestr studiował na czeskim Uniwersytecie Palackiego, gdzie trafił w ramach wymiany studenckiej.

### Kariera
W wieku siedemnastu lat założył zespół Fora da Bóia.
W 2009 wziął udział w przesłuchaniach do trzeciej edycji programu Ídolos, będącego portugalską wersją formatu Pop Idol, jednak nie dostał się do stawki finałowej. W 2010 uczestniczył w przesłuchaniach do programu Operação Triunfo, jednak nie przeszedł do kolejnego etapu. W 2012 ponownie zgłosił się na castingi do programu Ídolos. Zakwalifikował się do odcinków na żywo i ostatecznie dotarł do finału, rozgrywanego 29 lipca, i zajął w nim pierwsze miejsce. Podczas udziału w talent show wykonał piosenki, takie jak m.in. „Sex on Fire” Kings of Leon, „Yesterday” The Beatles, „Somebody That I Used to Know” Gotye „Perdóname” Pablo Alborána i „Nothing Else Matters” Metalliki. W nagrodę za wygraną otrzymał samochód oraz stypendium naukowe na kurs muzyczny w Londynie.
W 2014 wydał debiutancki minialbum, zatytułowany Sessions. 23 marca 2015 wydał swój pierwszy długogrający album studyjny, zatytułowany Espelho. Wydawnictwo zadebiutowało na pierwszym miejscu listy najlepiej sprzedawanych płyt w kraju. 20 listopada do sprzedaży trafiła reedycja debiutanckiej płyty, wzbogacona o siedem utworów.
31 marca 2017 wydał drugi album studyjny, zatytułowany do=s, który również zadebiutował na pierwszym miejscu portugalskiej listy najlepiej sprzedających się płyt. 27 października wydana została reedycja albumu, wzbogacona o kolejne siedem piosenek.
W styczniu 2018 ogłoszono, że z piosenką „Canção do Fim” będzie uczestniczył w konkursie Festival da Canção 2018, wyłaniającym reprezentanta Portugalii, gospodarza 63. Konkursu Piosenki Eurowizji. Po wygraniu drugiego półfinału eliminacji wycofał się z dalszej rywalizacji po oskarżeniach o popełnienie plagiatu utworu Maranatha Singers „Open Your Eyes” z 1976.

## Dyskografia

### Albumy studyjne
- Espelho (2015)
- do=s (2017)